# Кастелучо Валмађоре
Кастелучо Валмађоре (итал. Castelluccio Valmaggiore) је насеље у Италији у округу Фођа, региону Апулија.
Према процени из 2011. у насељу је живело 1284 становника. Насеље се налази на надморској висини од 621 м.

## Становништво
| 1951. | 1961. | 1971. | 1981. | 1991. | 2001. | 2011. |
| ----- | ----- | ----- | ----- | ----- | ----- | ----- |
| 3.264 | 2.455 | 1.839 | 1.664 | 1.552 | 1.469 | 1.331 |